# 鳥松 (大字)
鳥松，原稱為鳥松腳，是臺灣高雄市鳥松區的一個傳統地域名稱，位於該區中西部，並延伸至西北部邊界及南部邊界。相較於今日行政區，其範圍大致包括鳥松里西半部、大華里東北部。
本地區境內主要聚落為鳥松腳，設有正修科技大學、文山高中、鳥松國小，澄清湖風景區、澄清湖棒球場位於境內。

## 地名
昔日相傳此地有一棵五人環抱的大葉榕樹，被鄉民稱「鳥榕」，因為「榕」閩語發音與「松」相近，而且過往行人客商和里民時常在樹下休息、納涼，所以名為「鳥松腳」。

## 歷史
台灣日治初期，鳥松地區為一街庄，稱為「鳥松腳庄」（舊制街庄），隸屬於赤山里。該庄昔日西北與覆鼎金庄為鄰，北與大灣庄、赤山仔庄、夢裡庄為鄰，東與崎仔腳庄為鄰，南邊為赤山庄，西南邊為山仔腳庄。
1901年（日治明治三十四年）11月11日，全台廢縣廳改設二十廳，該庄隸屬於鳳山廳。1904年（明治三十七年）5月3日，該庄編入「赤山區」，隸屬於鳳山廳。1909年（明治四十二年）10月25日，全台合併二十廳為十二廳，赤山區改隸屬於臺南廳。1920年（大正九年）10月1日，全台地方制度大改正，廢十二廳改設五州二廳，該庄改制並簡化為「鳥松」大字，隸屬於高雄州鳳山郡鳥松庄（新制街庄）。
戰後鳥松庄改制為鳥松鄉，隸屬於高雄縣，大字亦改制為村。1950年（民國39年）10月1日，高、屏分治，鳥松鄉仍隸屬於高雄縣。2010年（民國99年）12月25日，高雄縣、市合併為直轄高雄市，鳥松鄉改制為鳥松區，村亦改制為里。

## 聚落
本地區發展較早的聚落為鳥松腳、大埤（已消失），在日治初期的官方地圖上已有記載。

## 交通
市道183號是楠梓至五甲的道路，經過本地區東北端。由該道路北行可前往仁武區、楠梓區，並止於楠梓市區的省道台22線路口；南行可前往鳳山區，並止於鳳山區與前鎮區邊界地帶的省道台17線路口。
市道183乙線是鳥松至鳳山的道路，其東北側端點（起點）位於本地區東部邊界外不遠處的市道183號路口。由此向西南西經過本地區鳥松腳聚落後，可前往三民區東端、鳳山區西端，並止於省道台1戊線路口。
區道高56線是鳥松至坔埔的道路，其西側端點（起點）位於本地區北部東側的環湖路路口，由此向東會經過本地區的鳥松腳聚落。
區道高57線是頂五塊厝至澄清湖的道路，其南側端點（終點）位於本地區西北部的西岸道路路口。

## 學校
- 正修科技大學
- 文山高中
- 鳥松國小

## 公務機關
- 高雄市政府消防局第四大隊鳥松消防分隊

## 醫療機構
- 高雄長庚醫院

## 景點
- 澄清湖風景區

## 運動休閒
- 高雄高爾夫球場
- 澄清湖棒球場